# Pilo (biologia)
I pili sono appendici proteiche filamentose che si ritrovano sulla superficie di alcune cellule batteriche (famiglie Caulobacteraceae, Pseudomonadaceae, Enterobacteriaceae e nel solo gram positivo  Corynebacterium renale). Il termine viene spesso usato come sinonimo di fimbria, anche se alcuni ricercatori riconoscono una differenza ed utilizzano la parola "pilo" solo per indicare un particolare tipo di fimbria impiegata nella coniugazione batterica, più precisamente detta "pilo sessuale" o "pilo coniugativo".

## Struttura
I pili e le fimbrie originano dalla membrana citoplasmatica, hanno una lunghezza compresa tra 0,2-2 µm ed un diametro di circa 3-10 nm. Sono strutture rigide di forma cilindrica composte dalla ripetizione di una proteina denominata pilina, presente con diverse isoforme nelle diverse specie batteriche, che si organizza con simmetria elicoidale attorno ad un asse immaginario fino a formare il pilo tubulare.
All'estremo libero della fimbria sono presenti in numero variabile altre proteine dette adesine, ognuna delle quali possiede una sua struttura del tutto peculiare e complementare ad altre strutture presenti sulle cellule organiche di altri organismi viventi: queste adesine rappresentano il meccanismo con cui il batterio può aderire alle cellule dell'organismo ospite. Alcune di esse sono inoltre dotate della cosiddetta "proprietà emoagglutinante", cioè sono in grado di legare antigeni presenti sulla superficie dei globuli rossi formando degli ammassi di emazie strettamente legate l'una all'altra (emoagglutinazione). Le adesine, inoltre, costituiscono spesso un determinante antigenico della cellula batterica, e possono rappresentare il bersaglio degli anticorpi specifici diretti contro quel patogeno: possono però essere nascoste, e quindi protette dall'azione di difesa anticorpale, in tutti quei batteri provvisti di capsula batterica.

## Fimbrie
Le fimbrie sono gli organi di ancoraggio dei batteri, responsabili cioè della loro adesione a residui proteici o polisaccaridici presenti sulla membrana delle cellule dell'organismo ospite. Sono presenti in quantità variabile sulla superficie dei diversi batteri: un esemplare di Escherichia coli può arrivare ad avere tra le 100 e le 300 fimbrie sulla propria membrana, mentre altri batteri raggiungono il migliaio. Il bersaglio delle fimbrie può essere costituito da diverse sostanze (mannosio, N-acetil-galattosamina, galattosio, ecc): i batteri privi di fimbrie non sono in grado di colonizzare le cellule di un altro organismo e, pertanto, non sono dotati di potere infettante.
Le fimbrie possono essere localizzate ai poli di una cellula, in maniera simile ai flagelli, oppure essere dislocate in maniera più o meno omogenea su tutta la membrana. Si ritrovano sia su batteri Gram-positivi che Gram-negativi, con minime differenze strutturali.
Una particolare varietà di fimbrie, presenti sulla superficie degli stipiti patogeni di Escherichia coli e Salmonella spp., sono denominate "curli" perché organizzate con una struttura arricciata. I curli hanno la capacità di legarsi a proteine della matrice extracellulare (fibronectina) o a proteine circolanti dell'organismo umano (plasmina), e soprattutto sono in grado di legare il complesso maggiore di istocompatibilità di classe I (MHC I). I batteri provvisti di curli possono aderire a numerose superfici, sia biologiche che artificiali (materiali protesici), e dare luogo alla formazione di biofilm. La proteina di struttura dei curli, la curlina, può essere inoltre liberata nell'organismo ospite e dare luogo a danni di una certa entità per la sua moderata azione tossica.

## Pili coniugativi
I pili sessuali o coniugativi, anche detti pili F (F = fertilità), sono implicati nel processo della coniugazione batterica, che comporta il trasferimento di materiale genetico da un batterio ad un altro della stessa specie. La loro produzione è mediata da un plasmide contenuto all'interno di alcune cellule batteriche, il cosiddetto plasmide F, che costituisce anche il materiale di scambio tra i due batteri.